# پرتا وستفالیکا
شهر پرتا وستفالیکا (به آلمانی: Porta Westfalica) در ایالت نوردراین-وستفالن در کشور آلمان واقع شده‌است.